# Danny Fonseca
Danny Alberto Fonseca Bravo (ur. 7 listopada 1979 w Cartago) – piłkarz kostarykański grający na pozycji defensywnego pomocnika.

## Kariera klubowa
Fonseca jest wychowankiem klubu Cartaginés wywodzącego się z jego rodzinnego miasta Cartago, w barwach którego zadebiutował w 1998 roku w kostarykańskiej ekstraklasie. Przez lata był czołowym zawodnikiem tego klubu, ale największy sukces osiągnął w sezonie 2002/2003, gdy zajął z nim 3. miejsce w fazie Apertura oraz wywalczył wicemistrzostwo fazy Clausura. Po tamtym sezonie Fonseca przeszedł do czołowej drużyny w kraju, Deportivo Saprissa. Spędził w niej tylko rok, ale zdołał został mistrzem Kostaryki. Latem 2004 Danny znów zmienił klub i tym razem został piłkarzem CS Herediano. Doszedł z nim do półfinału play-off w Apertura i Clausura, ale nie wywalczył mistrzostwa. W 2005 roku wrócił do Cartaginés, z którym nie osiągnął większego sukcesu. Od 2006 roku Fonseca jest zawodnikiem zespołu Brujas FC z miasta Escazú.

## Kariera reprezentacyjna
W reprezentacji Kostaryki Fonseca zadebiutował 20 lutego 2003 roku w wygranym 1:0 meczu z Hondurasem. W 2004 roku wystąpił w Copa América 2004 dochodząc w tym turnieju do ćwierćfinału. Natomiast w 2005 roku zagrał w Złotym Pucharze CONCACAF i także odpadł w ćwierćfinale.
W 2006 roku Fonseca został powołany przez selekcjonera Alexandre Guimarãesa do kadry na Mistrzostwa Świata w Niemczech. Zagrał tam we dwóch spotkaniach, przegranych 2:4 z Niemcami (dostał żółtą kartkę jako pierwszy na Mundialu w Niemczech) oraz 0:3 z Ekwadorem.